# 梁华 (1964年)
梁华（1964年—），湖北当阳人，是一名中国大陆企业高管，现任华为技术有限公司董事长。

## 生平
1964年，梁华出生在湖北省当阳市半月镇。梁华早年在半月先锋中小学读书。从当阳一中毕业后，他考入西北工业大学。后来在武汉汽车工业大学（今武汉理工大学）取得博士学位。
1995年，梁华加入华为技术有限公司，先后出任供应链总裁、公司CFO、流程与IT管理部总裁、全球技术服务部总裁、审计委员会主任，华为公司监事会主席、首席供应官。2018年3月22日，梁华升任华为投资控股有限公司董事长、公司持股员工理事会理事长。同年12月，由于孟晚舟在加拿大被扣留，梁华代理集团首席财务官。